# Koppling (bildel)

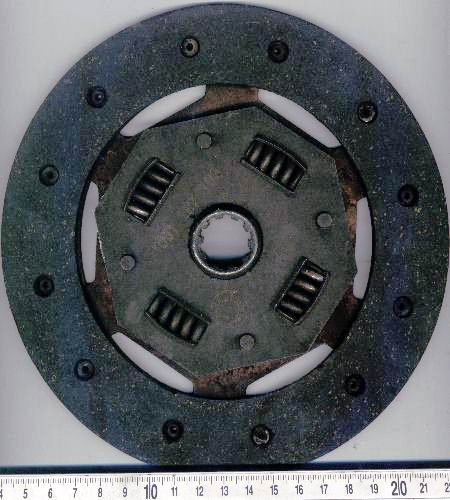
Kopplingslamell tillhörande enkelskivig torrlamellkoppling. Det splinesade hålet i mitten träs på växellådans ingående axel.

Koppling är en anordning som monteras mellan motorn och växellådan i manuellt växlade bilar.
Kopplingen består av en eller flera lameller med friktionsbelägg som pressas mot en stålskiva av kraftiga fjädrar vilket i körläge ger en direkt drivning mellan motor och växellåda. När kopplingspedalen trampas ned minskas tryckplattans press mot lamellen gradvis och kopplingen börjar slira. När pedalen är fullt nedtrampad är motorn så gott som helt frikopplad från växellådan. I tidiga bilar var konstruktionen konformad för att ge en så stor friktionsyta som möjligt. Därför hängde parallellbenämningen kona länge med för kopplingen.
På bilar sitter det i allmänhet en torrlamell, medan det på motorcyklar och mopeder är vanligare att lamellen och hela kopplingshuset är nedsänkt i ett oljebad. På bilar är det också oftast bara en lamell, medan motorcyklar och mopeder brukar ha flera. Orsaken till skillnaden mellan bilar och tvåhjulingar är bland annat att den enkla konstruktionen som finns på bilar hade varit för tung att påverka med händerna. Bilar har i det avseendet en kopplingspedal medan MC/moped har ett kopplingshandtag, i stort sett det omvända gäller med avseende på hur växellådan kontrolleras.
Kraftöverföringen mellan pedal och koppling kan vara mekanisk, hydraulisk eller semi-hydraulisk.
Materialet i kopplingslamellen är för övrigt närbesläktat med bromsbelägg, som även de har en liknande funktion.
Asbest som beläggmaterial förbjöds under tidigt 1980-tal.
För byte av lamellen (och tryckplatta/urtrampningslager) i en koppling underlättar det om man använder en centreringsdorn.
På racingmotorcyklar är det vanligt med torrkoppling, bland annat inom Road Racing.
Ducati har även torrkoppling på en del av sina gatumotorcyklar.